# Skönningared
Skönningared (eller Sköningared) är en by i Ale kommun, belägen i Skepplanda socken. SCB avgränsade bebyggelsen 2005 och 2010 till en småort för att 2015 klassa den som en del av tätorten Älvängen. 
På lokalmålet som nu trängs undan av göteborgskan uttalas bynamnet Sjängere med betoning på första stavelsen.